# Плохие
«Плохи́е», также известен как «Отбро́сы», «Неуда́чники» (англ. Misfits) — британский трагикомедийно-фантастический телесериал. Премьера состоялась 12 ноября 2009 года на канале E4. В России первый сезон был показан 30 и 31 октября 2010 года (по 3 серии в день) на MTV под названием «Плохие». 29 октября 2011 года данный сериал показали на канале 2х2, приурочив показ сериала празднику Хэллоуин.
Съёмки сериала проводились на востоке Лондона, в основном в окрестностях озера Саутмир в округе Темсмид.
Премьера второго сезона состоялась 11 ноября 2010 года. Премьера третьего сезона прошла 30 октября 2011 года. Премьера четвёртого сезона 28 октября 2012 года. Пятый, финальный сезон, вышел на экраны 23 октября 2013 года. E4 официально подтвердил, что сериал «Отбросы» (Misfits) закончится пятым сезоном.
В 2014 году российский телеканал СТС купил права на адаптацию сериала.

## Сюжет

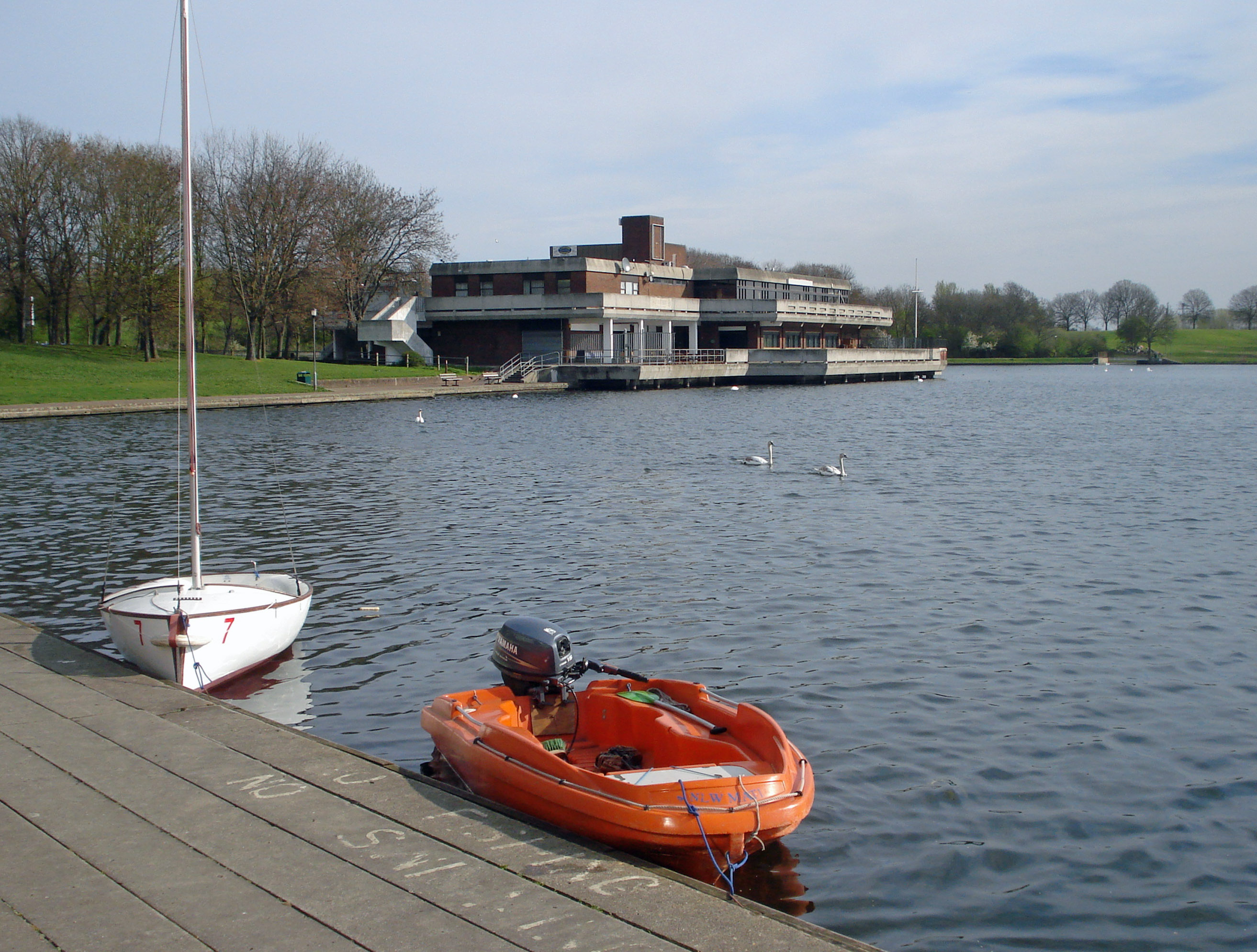
Общественный центр — одно из основных мест действия сериала

Пятерых правонарушителей, трудящихся на общественных работах, во время разразившегося шторма поражает молнией, после чего у них открываются суперсилы, высмеивающие их основные черты характера: трудная Келли (Лорен Сока) внезапно начала слышать мысли людей, пристыженный спортивный герой Кёртис (Нейтан Стюарт-Джарретт) обнаруживает, что у него есть способность повернуть время вспять, когда он о чём-либо сожалеет, тусовщица Алиша (Антония Томас) может вызывать у человека сексуальное безумство одним прикосновением. Крайне застенчивый Саймон (Иван Реон) может сделать себя невидимым. Лишь самоуверенный Нейтан (Роберт Шиэн) поначалу переживает, что ему не досталось никакой способности.
Вместо восхищения герои постепенно понимают, что все эти новые сверхспособности, которые им не особо-то были и нужны, не дар свыше, а тяжёлая ноша, приносящая душевную боль в их и так не очень успешные жизни.

## Список серий

### Первый сезон (2009)
В ходе исправительных работ пять молодых правонарушителей попали под удар молнии во время грозы. Шестой не попал под удар, так как в этот момент он находился в туалете. Прошло немного времени и «пятёрка» начинает открывать свои сверхспособности: всякий, кто прикоснётся к Алише, испытывает сексуальное безумие, Келли может читать мысли, Саймон может становиться полностью невидимым, а Кёртис может отматывать время назад. У Нейтана способностей замечено не было, но он убеждён, что должен иметь силу, и ищет её на протяжении большей части первого сезона.
Их наставник по исправительным работам, Тони, тоже попал под удар молнии, из-за которой он стремится убить молодых правонарушителей и убивает парня в туалете. Другие ребята используют свои способности, чтобы выжить, и убивают Тони в целях самообороны. «Плохие» решили не рассказывать никому эту неправдоподобную историю и закопали тела под мостом. Вскоре после этого, город решает построить центр экологического мониторинга на месте, где «Отбросы» закопали тела, чтобы избежать ареста. В конечном итоге они скрывают тела в фундаменте будущего здания.
Пятеро «плохих» узнают, что и другие жители города получили сверхспособности во время шторма. Алиша и Кёртис начинают встречаться, несмотря на то, что не могут прикасаться друг к другу. Саймон влюбляется в новую надзирательницу, которая соблазняет его ради получения информации о её пропавшем женихе Тони, и Саймон случайно убивает её, когда она узнаёт правду.
В последнем эпизоде первого сезона Нейтан падает с крыши и погибает, но позже показывается, как он просыпается в гробу после своих похорон, открыв наконец свою способность — бессмертие.

### Второй сезон (2010)
События второго сезона начинаются сразу после окончания событий первого. Таинственный человек в маске регулярно появляется на экране, помогая «плохим». Он анонимно предлагает им сходить на могилу Нейтана. Там Келли слышит его мысли.
Раскрывается тайна Саймона, ведь он и оказался парнем в маске, только прибывшим из будущего, чтобы предотвращать смерти и другие недопустимые ситуации: показывая Келли, что Нейтан ещё жив, спасает Кёртиса от оборотня, а Нейтана от автомобильного взрыва и главное — спасает Алишу от грабителя. Когда на Алишу нападают второй раз, она находит квартиру человека в маске. Он рассказывает, что он переместился во времени и на самом деле — будущий Саймон, Алиша влюбляется в настоящего Саймона. Будущий Саймон жертвует собой, чтобы спасти Алишу.
Нэйтан и Келли пытаются завести отношения, Саймон набирает уверенность в себе. Нэйтан и Саймон постепенно становятся друзьями. Кёртис начинает отношения с девушкой по имени Ники, которая получила способность телепортации после пересадки сердца. Три месяца спустя, отбросы отказываются от своих способностей, продавая их Сэту, бывшему торговцу наркотиками (он получил способность забирать способности у других). Девушка Кёртиса погибает и «отбросы» собираются снова купить способности.

### Третий сезон (2011)
Саймон, Келли, Алиша и Кёртис приобрели новые способности у Сета; Саймон может заглянуть в будущее, Келли стала очень умной (на самом деле разбирается в технике и ракетостроении), Алиша видит глазами других людей и Кёртис может превратиться в женщину по собственному желанию. Нейтан отсутствует, отправившись в Лас-Вегас в надежде, что его новая способность (магия) сделает его миллионером. На общественных работах появляется новенький по имени Руди, с возможностью создавать дубликат самого себя (материальное расщепление личности).
Действия сезона происходят вокруг: отношений Саймона и Алиши и прогрессирующего превращения Саймона в его «будущую личность», распутства и разврата Руди, экспериментирование Кёртиса как женщины (он снова хочет бегать и участвует в женских беговых тренировках), увлечение Келли и, в конечном итоге, отношения с Сетом, и навязчивого поиска Сета таинственной силы.
Саймон попадает под действие способностей парня, который рисует комиксы про супергероев и они происходят в реальности.
Старик с силой путешествия во времени отправляется убить Гитлера, но терпит поражение, оставив при этом у Гитлера в руках мобильный телефон, что приводит к победе нацистов во Второй мировой войне. Однако, позже Келли удаётся вернуть «настоящее». Келли и Сэт начинают встречаться.
Кёртис обнаруживает, что его альтер эго (Мелиса) забеременела от него же и стремится избавиться от своей способности. Сет в конце концов находит то, что он искал — силу воскрешения (он хочет воскресить свою бывшую девушку). Он отдаёт Кёртису её в обмен на смену пола. Кёртис использует свою силу, чтобы воскресить бывшую подругу Сета, Шеннон, которая умерла от передозировки наркотиков, за что Сет чувствует ответственность. Сет расстаётся с Келли и возвращается к Шеннон, но быстро понимает, что тот, кто воскрес, имеет всеохватывающую жажду крови, по существу, способность Кёртиса — превращать мёртвых в живых пожирателей плоти. Сет и банда собираются убить Шеннон и других заражённых людей (группа чирлидирш).
В последней серии сезона появляются духи убитых ранее людей. Они ищут свои незаконченные дела. Салли и Тони (первые два надзирателя и пара) встречаются и воссоединяются, а третий дух решает отомстить и убивает Алишу. После её смерти Сет помогает Саймону вернуться назад во времени, однако ему придётся остаться там навсегда.

### Четвёртый сезон (2012)
Келли и Сет решают переехать в Африку, где Келли использует свои знания в области механических систем, разминируя наземные мины. Кёртис и Руди продолжают общественные работы. Вводятся новые персонажи:
- Джесс — острая на язык девушка, (смесь Келли и Алиши в одном). Джесс ненавидит людей, которые врут ей и несут ахинею. (Способность — рентгеновское зрение)
- Финн — наивный оптимист, всегда старается угодить всем. Влюблён в Джесс. (Способность — телекинез).
- Алекс «из бара» — красавчик, которого хотят все девушки. Но почему-то он с ними холоден. Окружающие считают такое поведение очень подозрительным и предполагают, что это связано с супер-способностями или же гейством. Однако, после грозы у него попросту украли пенис и заменили его вагиной. В 1-й серии 5-го сезона через операцию на лёгком получает способность — забирать способности через секс. Попадает на общественные работы за незаконное проникновение в общественный центр.

Финн и Руди поселяются в общественном центре и постепенно становятся друзьями.
Кёртис знакомится с таинственной Лолой, у которой способность — кино-нуар (она заставляет своих любовников убивать друг друга). В итоге, чтобы понять что происходит, Кёртис оживляет собственноручно убитого парня, после чего заражается и становится зомби. После перестрелки с новым парнем Лолы и самой Лолой убивает себя, так как знает, что уже не спастись.
В общественном центре новый надзиратель ещё более жёсткий, чем предыдущие. Появляется третья личность Руди, которая все это время сидела в тюрьме. Он проявляет чувства к Джесс, но потом хочет её убить.
Финн обнаруживает своего настоящего отца (который умирает от рака).
Джесс пытается наладить отношения с Алексом «из бара», который проводит большую часть своего времени в поисках своего пениса.
Банда встречает девушку Эби Смит, которая страдает от амнезии в результате шторма (как она думает), позже она присоединяется к группе на общественных работах за незаконное нахождение на общественных работах.
Руди влюбляется в Надин, монахиню с таинственным секретом. Алекс находит и возвращает свой член, но его восстановленное чувство мужественности заставляет его обманывать Джесс (он переспал с первой попавшейся девушкой) и разозлило Финна. Способность Надин, в конце концов оказывается неосознанное призвание Четырёх Всадников Апокалипсиса в окружении гнева или насилия, которое она реализует после увиденной ссоры Алекса и Финна о Джесс. Всадники атакуют банду и ранят Алекса, когда он пытается защитить Джесс. Надин жертвуют собой, чтобы остановить Всадников, оставив Руди с разбитым сердцем. Алекс попадает в больницу.

### Пятый сезон (2013)
В результате трансплантации лёгких Алекс наследует силу удалять способности других людей через половой акт, его преследует девушка со способностью притягивать несчастья, чтобы от неё избавиться. В ходе первой серии банда противостоит группе агентов сатаны и Финн становится сатанинским предводителем. Он медленно преобразует каждого члена банды в демонопоклонников и Алекс вынужден использовать свою силу чтобы снять сатанинскую власть с Финна; во время полового акта Финна и Алекса заходит надзиратель (и очень расстраивается, так как тайно влюблён в Финна). После взлома и проникновение в общественный центр Алекс помещается на общественные работы.
Другая сторона Руди — «Руди Два» вступает в группу поддержки для тех, кто пострадал от шторма. Лидер группы Мэгги, старая женщина с возможностью вязать будущее, вяжет свитер, на котором изображено 4 «супергероя» (со способностями: левитация, разряд тока и невидимость). Руди Два становится одержимым этой идей и начинает искать людей с такими способностями.
Эби начинает отношения с человеком из группы поддержки по имени Марк, который оказался внутри тела черепахи. Руди и Джесс постепенно сближаются.
В течение сезона Алекс забирает силу переворачивать объекты наизнанку и власть загипнотизировать человека грудью. Эби настойчиво просит Алекса заняться сексом с черепахой, чтобы вернуть Марка к человеческой жизни.
У отца Руди также было расщепление личности, ему и Джесс приходится спасать любовницу и мать Руди от негативной стороны его отца. Эби обнаруживает, что она является воплощением воображения девушки по имени Лора, поэтому ничего не помнит до грозы. Её основное предназначение — защита Лоры от её детского кошмара, Страшилы. Надзиратель пытается подкатить к Финну, тот случайно скидывает его с лестницы. После погружения тела в выкопанную могилу, парни обнаруживают, что надзиратель ещё жив.
В одной из серий Финн становится заложником виртуальной реальности в качестве парня девушки с кибернетическими способностями. Руди Два постепенно находит людей со свитера: это простой парень Сэм со способностью летать, электрик Хэлен со способностью бить разрядом током (Руди Два и Хэлен завязывают отношения) и социальная работница Карен, умеющая становиться невидимой. Руди Два собирает их вместе, чтобы организовать команду супергероев — «Братство свитера» (англ. «Jumper Posse»), а сам он будет координатором "как сэнсей Сплинтер в «Черепашках-ниндзя».
На вечеринке по поводу годовщины грозы (которую устраивает Эби и Руди Два, считая это своим первым днём рождения) Руди дарит всем экстази. Однако, старушка Мэгги предупреждает, что экстази переворачивают способности наизнанку. Алекс решается переспать с Марком (для этого он решает напиться и напоить Марка-черепаху). Все, кто принял таблетку попадают в неприятные ситуации: Джесс слепнет, Эби даёт таблетку Марку и он превращается в человека, а Алекс сношается с Сарой и передаёт ей ВСЕ способности, которые он отнял ранее. Со способностью сатанинского преобразования, выворачивания объекта наизнанку и гипнотической грудью, Сара начинает сеять хаос. Она оборачивает Руди и Финна на свою сторону (с помощью гипно-груди) и Эби после выворачивания Марка наизнанку. Алекс вынужден убить Сару, используя её обретённую силу по притягиванию несчастий: он бросает банановую кожуру ей под ноги, при этом на Сару обрушивается лампа, она поскальзывается на кожуре и насмерть ударяется головой. Мэгги даёт Джесс свитер с её будущим. По причине слепоты она просит Руди рассказать, что там: на свитере изображена Джесс с младенцем на руках. Руди думает, что это его ребёнок и убегает, ничего не сказав Джесс.
Финальная серия ознаменовывается последним днём отработки. Джесс обнаруживает свитер и злится на Руди из-за его побега. В злости она спит с парнем из бара — Люком. На утро она просыпается в его доме с ребёнком в колыбели, Люк утверждает, что это их сын — Лео. Оказывается Люк имеет способность перемещаться во времени и Джесс находится в своём годовалом будущем (он делал это уже не с одной девушкой). Все остальные думают, что Джесс умерла, так как её уже год как нигде нет. Тем временем, «Отряд свитера» теряет контроль и не просто наказывает нарушителей порядка, а убивает их даже за такое нарушение как выброшенная банка. Финн, теперь надзиратель-стажер, заподозрил, что-то неладное с этими ребятами и Хэлен чуть его не убивает. Джесс находит ребят в баре (Алекс до сих пор бармен, Эби работает на сомнительных халтурках, а Руди в депрессии, не бреется и не выходит из дома, просматривая «Она написала убийство») и просит помочь. В это время прибегает Финн и рассказывает, что Хэлен чуть его не убила. Руди проявляет отцовские чувства к Лео.
Ребятам приходится бороться с «Братством свитера». Алекс в воздухе лишает Сэма способности, однако теперь они оба падают на землю с высоты, но Финну удалось спасти Алекса телекинезом. Джесс остаётся на улице с Лео и по-настоящему чувствует, что это её сын. Карен незаметно кромсает всех ножом и Финн убивает её с помощью фортепиано. Руди Два говорит Хэлен, что она его предала и возвращается к «Руди Один». Хэлен держит всю банду на «мушке». Руди незаметно писает, направляя поток мочи к Хэлен, и когда она бьёт его током, то убивает и себя.
После похорон Руди Джесс возвращается в квартиру Люка. Она записывает видеообращение к Джэсс из прошлого, в котором все рассказывает. Затем совершает самоубийство. Люк находит её тело и переносит их назад во времени. Джесс получает видео из будущего. Она неохотно занимается сексом с Люком, чтобы зачать Лео, а после убивает Люка, затем мирится с Руди. Джесс также сообщает Руди Два, что «Братство свитера» начнёт убивать людей и Руди Два сворачивает свою операцию по Братству. Джесс уговаривает ребят самим стать супергероями и они соглашаются.

## Герои
| Персонаж         | Актёр                  | Способность                                      | Способность | Способность                                                               | Способность                                                               | Преступление                         | Преступление         | Преступление                                  | Преступление               |
| Персонаж         | Актёр                  | 1 и 2 сезон                                      | 3 сезон | 4 сезон                                                                   | 5 сезон                                                                   | 1 сезон                              | 3 сезон              | 4 сезон                                       | 5 сезон                    |
| ---------------- | ---------------------- | ------------------------------------------------ | --- | ------------------------------------------------------------------------- | ------------------------------------------------------------------------- | ------------------------------------ | -------------------- | --------------------------------------------- | -------------------------- |
| Нейтан Янг       | Роберт Шиэн            | Бессмертие                                       | Иллюзионизм (спец. эпизод)                                                                                              |                                                                           |                                                                           | Воровство                            | Шулерство            |                                               |                            |
| Саймон Беллами   | Иван Реон              | Невидимость                                      | Предвидение собственного возможного будущего Перемещение в прошлое (8 эпизод) Иммунитет к чужим способностям (8 эпизод) |                                                                           |                                                                           | Поджог                               | Автоугон             |                                               |                            |
| Келли Бэйли      | Лорен Сока             | Телепатия                                        | Интеллект ракетостроителя                                                                                               |                                                                           |                                                                           | Драка в общественном месте           | Автоугон             |                                               |                            |
| Алиша Дэниелс    | Антония Томас          | Манипуляции половым феромоном                    | Способность видеть чужими глазами                                                                                       |                                                                           |                                                                           | Вождение автомобиля в нетрезвом виде | Автоугон             |                                               |                            |
| Кёртис Донован   | Нейтан Стюарт-Джарретт | Перемотка времени                                | Смена пола (1—6 эпизод), Воскрешение мертвых (7—8 эпизод)                                                               | Воскрешение мертвых                                                       |                                                                           | Хранение наркотиков                  | Автоугон             | Автоугон                                      |                            |
| Сет              | Мэттью Макналти        | Отдает и принимает способности (спец. эпизод)    | Отдает и принимает способности                                                                                          | Отдает и принимает способности                                            |                                                                           | Распространение наркотиков           |                      |                                               |                            |
| Руди Уэйд        | Джозеф Гилган          |                                                  | Материальное расщепление личности                                                                                       | Материальное расщепление личности                                         | Материальное расщепление личности                                         |                                      | Вандализм и автоугон | Вандализм и автоугон                          | Вандализм и автоугон       |
| Джессика «Джэсс» | Карла Кром             |                                                  | | Рентгеновское зрение                                                      | Рентгеновское зрение                                                      |                                      |                      |                                               |                            |
| Финн             | Нейтан Макмаллен       |                                                  | | Телекинез                                                                 | Телекинез                                                                 |                                      |                      |                                               |                            |
| Эбби Смит        | Наташа О’Кифф          |                                                  | | Способностей не имеет, является ожившим воображаемым другом одной девушки | Способностей не имеет, является ожившим воображаемым другом одной девушки |                                      |                      | Незаконное нахождение на общественных работах |                            |
| Алекс            | Мэтт Стокоу            |                                                  | | Не имеет способности                                                      | Лишает способностей через половой акт                                     |                                      |                      |                                               | Взлом общественного центра |
| Сэм              | Майкл Виндер           |                                                  | |                                                                           | Левитация                                                                 |                                      |                      |                                               |                            |
| Хэлен            | Элли Кендрик           |                                                  | |                                                                           | Электричество                                                             |                                      |                      |                                               |                            |
| Карен            | Кэйт Бракен            |                                                  | |                                                                           | Сливается с окружающей средой                                             |                                      |                      |                                               |                            |
| Никки            | Рут Негга              | Телепортация (досталась от пересаженного сердца) | |                                                                           |                                                                           |                                      |                      |                                               |                            |

## Производство
Премьера третьего сезона прошла 30 октября 2011 года. 15 сентября вышла онлайн-короткометражка под названием «Vegas Baby!», в которой объясняется отсутствие Нейтана в третьем сезоне. Причиной является уход из проекта актёра Роберта Шиэна, исполнявшего его роль. На смену Нейтану (похожее амплуа) в сериал вводится новый персонаж по имени Руди в исполнении Джозефа Гилгана.
Антониа Томас (Алиша), Иван Реон (Саймон) и Лорен Сока (Келли) не участвовали в съемках с 4-го сезона..
16 мая 2012 года стало известно, что роль Джесс исполнит Карла Кром, известная по сериалу «Распутье», а роль Финна — Нейтан Макмаллен. Нейтан Стюарт-Джарретт (Кёртис) и Джозеф Гилган (Руди) продолжат съемки, однако вскоре Стюарт-Джарретт покинул проект..
13 июля 2012 года к актёрскому составу присоединился Мэтт Стокоу, который исполнил роль Алекса.
Финальный сезон состоит из 8 серий. Изначально, премьера пятого и последнего сезона планировалась на 27 октября 2013 года, но позднее была перенесена на 23 октября. Финальная серия вышла 11 декабря 2013 года.

## Телевизионные рейтинги

### Сезон 1 (2009)
| Эпизод   | Дата выхода     | Зрителей | Зрителей | Зрителей | Рейтинг | Рейтинг | Рейтинг |
| Эпизод   | Дата выхода     | E4       | E4+1     | Всего    | E4      | E4+1    |         |
| -------- | --------------- | -------- | -------- | -------- | ------- | ------- | ------- |
| Эпизод 1 | 12 ноября 2009  | 574 001  | 213 000  | 787 000  | 4       | 9       |         |
| Эпизод 2 | 19 ноября 2009  | 562 000  | 169 000  | 738 000  | 2       | 11      |         |
| Эпизод 3 | 26 ноября 2009  | 592 000  | 88 000   | 680 000  | 1       | 11      |         |
| Эпизод 4 | 3 декабря 2009  | 632 000  | 78 000   | 710 000  | 5       | 11      |         |
| Эпизод 5 | 10 декабря 2009 | 598 000  | 72 000   | 670 000  | 8       | 21      |         |
| Эпизод 6 | 17 декабря 2009 | 592 000  | 68 000   | 660 000  | 6       | 21      |         |

### Сезон 2 (2010)
| Эпизод                      | Дата выхода     | Зрителей  | Зрителей | Зрителей  | Рейтинг | Рейтинг | Рейтинг |
| Эпизод                      | Дата выхода     | E4        | E4+1     | Всего     | E4      | E4+1    |         |
| --------------------------- | --------------- | --------- | -------- | --------- | ------- | ------- | ------- |
| Эпизод 1                    | 11 ноября 2010  | 1 185 000 | 238 000  | 1 423 000 | 1       | 5       |         |
| Эпизод 2                    | 18 ноября 2010  | 1 055 000 | 250 000  | 1 305 000 | 1       | 2       |         |
| Эпизод 3                    | 25 ноября 2010  | 1 119 000 | 251 000  | 1 370 000 | 1       | 4       |         |
| Эпизод 4                    | 2 декабря 2010  | 1 075 000 | 341 000  | 1 416 000 | 1       | 2       |         |
| Эпизод 5                    | 9 декабря 2010  | 1 074 000 | 355 000  | 1 429 000 | 1       | 1       |         |
| Эпизод 6                    | 16 декабря 2010 | 1 201 000 | 392 000  | 1 593 000 | 2       | 1       |         |
| Эпизод 7 Специальный эпизод | 19 декабря 2010 | 1 420 000 | 278 000  | 1 698 000 | 1       | 3       |         |

### Сезон 3 (2011)
| Эпизод            | Дата выхода      | Количество зрителей | Количество зрителей | Количество зрителей | Рейтинг | Рейтинг | Рейтинг |
| Эпизод            | Дата выхода      | E4                  | E4+1                | Всего               | E4      | E4+1    |         |
| ----------------- | ---------------- | ------------------- | ------------------- | ------------------- | ------- | ------- | ------- |
| 0 («Vegas Baby!») | 15 сентября 2011 |                     |                     |                     |         |         |         |
| 1                 | 31 октября 2011  | 1 471 000           | 323 000             | 1 794 000           | 1       | 2       |         |
| 2                 | 6 ноября 2011    | 1 308 000           | 298 000             | 1 606 000           | 4       | 4       |         |
| 3                 | 13 ноября 2011   | 1 144 000           | 323 000             | 1 467 000           | 1       | 3       |         |
| 4                 | 20 ноября 2011   | 1 116 000           | 308 000             | 1 424 000           | 1       | 2       |         |
| 5                 | 27 ноября 2011   | 1 030 000           | —                   | 1 030 000           | 2       | —       |         |
| 6                 | 4 декабря 2011   | 1 246 000           | 252 000             | 1 498 000           | 1       | 6       |         |
| 7                 | 11 декабря 2011  | 1 178 000           | 284 000             | 1 462 000           | 1       | 6       |         |
| 8                 | 18 декабря 2011  | 1 227 000           | 276 000             | 1 503 000           | 1       | 7       |         |

### Сезон 4 (2012)
| Эпизод | Дата выхода     | Количество зрителей | Количество зрителей | Количество зрителей | Рейтинг | Рейтинг | Рейтинг |
| Эпизод | Дата выхода     | E4                  | E4+1                | Всего               | E4      | E4+1    |         |
| ------ | --------------- | ------------------- | ------------------- | ------------------- | ------- | ------- | ------- |
| 1      | 28 октября 2012 | 777 000             | 239 000             | 1 016 000           | 2       | 6       |         |
| 2      | 4 ноября 2012   | 619 000             | 208 000             | 827 000             | 5       | 9       |         |
| 3      | 11 ноября 2012  | N/a                 | 256 000             | 727,000             | N/a     | 4       |         |
| 4      | 18 ноября 2012  | N/a                 | N/a                 | 678,000             | N/a     | N/a     |         |
| 5      | 25 ноября 2012  | N/a                 | 251 000             | 760,000             | N/a     | 9       |         |
| 6      | 2 декабря 2012  | N/a                 | N/a                 | 732,000             | N/a     | N/a     |         |
| 7      | 9 декабря 2012  | N/a                 | N/a                 | 778,000             | N/a     | N/a     |         |
| 8      | 16 декабря 2012 | 688 000             | N/a                 | 840,000             | 9       | N/a     |         |

### Сезон 5 (2013)
| Эпизод | Дата выхода     | Количество зрителей | Количество зрителей | Количество зрителей | Рейтинг | Рейтинг | Рейтинг |
| Эпизод | Дата выхода     | E4                  | E4+1                | Всего               | E4      | E4+1    |         |
| ------ | --------------- | ------------------- | ------------------- | ------------------- | ------- | ------- | ------- |
| 1      | 23 октября 2013 | —                   | —                   | 804,000             | 7       | —       |         |
| 2      | 30 октября 2013 | —                   | 1 430 000           | 582,000             | —       | —       |         |
| 3      | 6 ноября 2013   | —                   | —                   | 729,000             | —       | —       |         |
| 4      | 13 ноября 2013  |                     | —                   | 782,000             | —       | —       |         |
| 5      | 20 ноября 2013  | —                   | —                   | 699,000             | —       | —       |         |
| 6      | 27 ноября 2013  | —                   | —                   | 638,000             | —       | —       |         |
| 7      | 4 декабря 2013  | —                   | —                   | 654,000             | —       | —       |         |
| 8      | 11 декабря 2013 | —                   | —                   | 729,000             | —       | —       |         |

## Награды и номинации
- 2010 — Премия BAFTA в категории «Лучший драматический сериал»[16].
- 2010 — Номинация на премию Royal Television Society в категории «Лучший сериал» и «Лучший сценарий» (Говард Оверман)[17].
- 2011 — Премия BAFTA в категории «Лучшая женская роль второго плана» (Лорен Сока).
- 2011 — Номинация на премию British Comedy Awards в категории «Лучшая комедийная драма».